# Pla Dalton
El Pla Dalton és un mètode per portar a terme l'ensenyament individualitzat a l'escola secundària. Ideat el 1904 per Helen Parkhurst, es desenvolupà a la High School de Dalton (Massachusetts).
Es basa en tres principis:
- Llibertat per tal que l'alumne es pugui organitzar el treball.
- La sociabilització per fomentar les relacions socials entre els companys.
- Individualització en el sentit que l'alumne interpreti el món que l'envolta a través de les seues necessitats i aspiracions.

Per solucionar els problemes que plantejava se substituí l'aula tradicional per la sala-laboratori.
El Pla Dalton despertà interès en el moviment de renovació pedagògica català del primer terç del segles XX. Les primeres referències les publicà a inicis de 1923 el Butlletí dels Mestres la revista pedagògica del Consell de Pedagogia de la Mancomunitat de Catalunya. També la pedagoga mallorquina i professora de la Universitat de Barcelona Margarida Comas havia visitat, el 1921, a la Gran Bretanya una escola del mètode del Pla Dalton que descrigué a la seva memòria remesa a la Junta de Ampliación de Estudios.